# Janina Wojtal
Janina Wojtal, po mężu Barrez (ur. 17 listopada 1942 w Krakowie) – polska koszykarka, 11-krotna mistrzyni Polski, brązowa medalistka mistrzostw Europy (1968).

## Kariera sportowa
Karierę rozpoczęła od lekkiej atletyki. Jej rekord życiowy w skoku wzwyż wynosił 1.51 m (25 maja1958) i dawał jej w tym roku 11 miejsce na liście najlepszych zawodniczek w Polsce w tej konkurencji. W latach 1960–1977 była zawodniczką koszykarskiej drużyny Wisły Kraków. Z krakowskim klubem zdobyła 11 tytułów mistrzyni Polski (1963, 1964, 1965, 1966, 1968, 1969, 1970, 1971, 1975, 1976, 1977) i 4 tytuły wicemistrzyni Polski (1967, 1972, 1973, 1974). W 1969 została wybrana najlepszą koszykarką w Polsce w Plebiscycie Sportowca. Pod koniec kariery występowała w belgijskiej drużynie Aalst.
W reprezentacji Polski seniorek wystąpiła 170 razy, w tym sześciokrotnie na mistrzostwach Europy (1962 – 6 miejsce, 1964 – 5 m., 1966 – 8 miejsce, 1968 – 3 miejsce, 1970 – 6 miejsce, 1972 – 9 miejsce). W 1972 została powołana do reprezentacji Europy na mecz gwiazd z okazji 40-lecia FIBA.
Jest absolwentką filologii rosyjskiej w Wyższej Szkole Pedagogicznej w Krakowie. Mieszka w Belgii.